# Cyllogenes woolletti
Cyllogenes woolletti is een vlinder uit de onderfamilie Satyrinae van de familie Nymphalidae. De wetenschappelijke naam van de soort is voor het eerst geldig gepubliceerd in 1923 door Norman Denbigh Riley.